# 神国教
神国教（しんこくきょう）は、岐阜県中津川市蛭川に本部を置く神道系新宗教。
旧蛭川村民の8割がこの宗教の信者でありローカル性質の強い宗教である。
明治3年(1870年)から明治4年(1871年)にかけて、苗木藩領では徹底した廃仏毀釈が行われ、蛭川村では寶林寺と普門院(普門庵)が廃寺となって、仏教信仰が禁止され神道のみを強制された。
そのため明治41年（1908年）に村の指導者たちと長崎県出身の井口丑二（いのくちうしじ）という内務省の役人が立教した。